# 2024년 베네수엘라 시위
2024년 베네수엘라 시위(2024 Venezuelan protests)는 2024년 7월 28일 대통령 선거 이후 발생한 것으로, 2024년 베네수엘라 정치 위기의 일환으로 선거 주기 중 유권자 사기 및 기타 부정 행위에 대한 대응이었다. 이번 선거와 불안은 베네수엘라에서 계속되는 위기 속에서 발생했다.
여러 조직의 통계 분석에 따르면 선거는 에드문도 곤잘레스가 설득력 있게 승리했지만 현직 니콜라스 마두로는 이러한 결과를 인정하지 않았다. 야당 연합인 민주 단일 플랫폼(PUD)은 곤잘레스가 큰 차이로 승리했다는 선거구 수준의 투표 집계를 공개한 반면, 정부가 통제하는 중앙선거위원회(CNE)는 어떤 선거구도 없이 입증되지 않은 결과를 발표했다. 마두로가 승리했다는 수준의 집계이다. 두 후보 모두 승리를 주장했으며 많은 국가에서 곤살레스를 승자로 인정했다.
7월 선거 이후 전 세계적으로 정치범에 대한 집회와 함께 선거 결과를 지지하는 시위가 일어났다. 선거 직후 자발적인 시위가 일어났고, 이후 베네수엘라 야당이 집회를 조직했다. 마두로는 야당이 쿠데타를 조장하고 있으며 시위자들을 테러 혐의로 기소하는 동시에 전례 없는 진압을 시작했다고 주장했다. 마두로의 보안군은 툰툰 작전(Operation Tun Tun)이라고 부르는 이 작전에서 시위대, 투표소 직원, 야당 의원들을 체포하기 위해 집집마다 돌아다녔고, 콜렉티보(collectivos)로 알려진 마두로 지지자들의 무장 단체가 반대자들을 진압하기 위해 보안군에 합류했다. 2024년 8월 14일 기준으로 최소 2,200명이 체포되고 25명이 사망한 것으로 보고된다. 마두로 대통령은 반대자들을 계속해서 체포하고 구금된 사람들을 수용하기 위해 두 개의 교도소를 재건할 계획을 발표했다.
탄압은 국제 단체들에 의해 널리 비난을 받었다. 국제앰네스티는 마두로 정권 하에서 발생할 수 있는 반인도적 범죄에 대해 현재 진행 중인 ICC 조사를 토대로 국제형사재판소(ICC)에 긴급 조치를 요청하는 공개 서한을 보냈다.

## 같이 보기
- 2024년 누벨칼레도니 폭동
- 2021년 미얀마 쿠데타, 미얀마 시위 (2021년~현재)
- 2020년 키르기스스탄 시위
- 2010~2011년 코트디부아르 위기
- 오렌지 혁명
- 불도저 혁명
- 1989년 혁명